# Polski Związek Lekkiej Atletyki

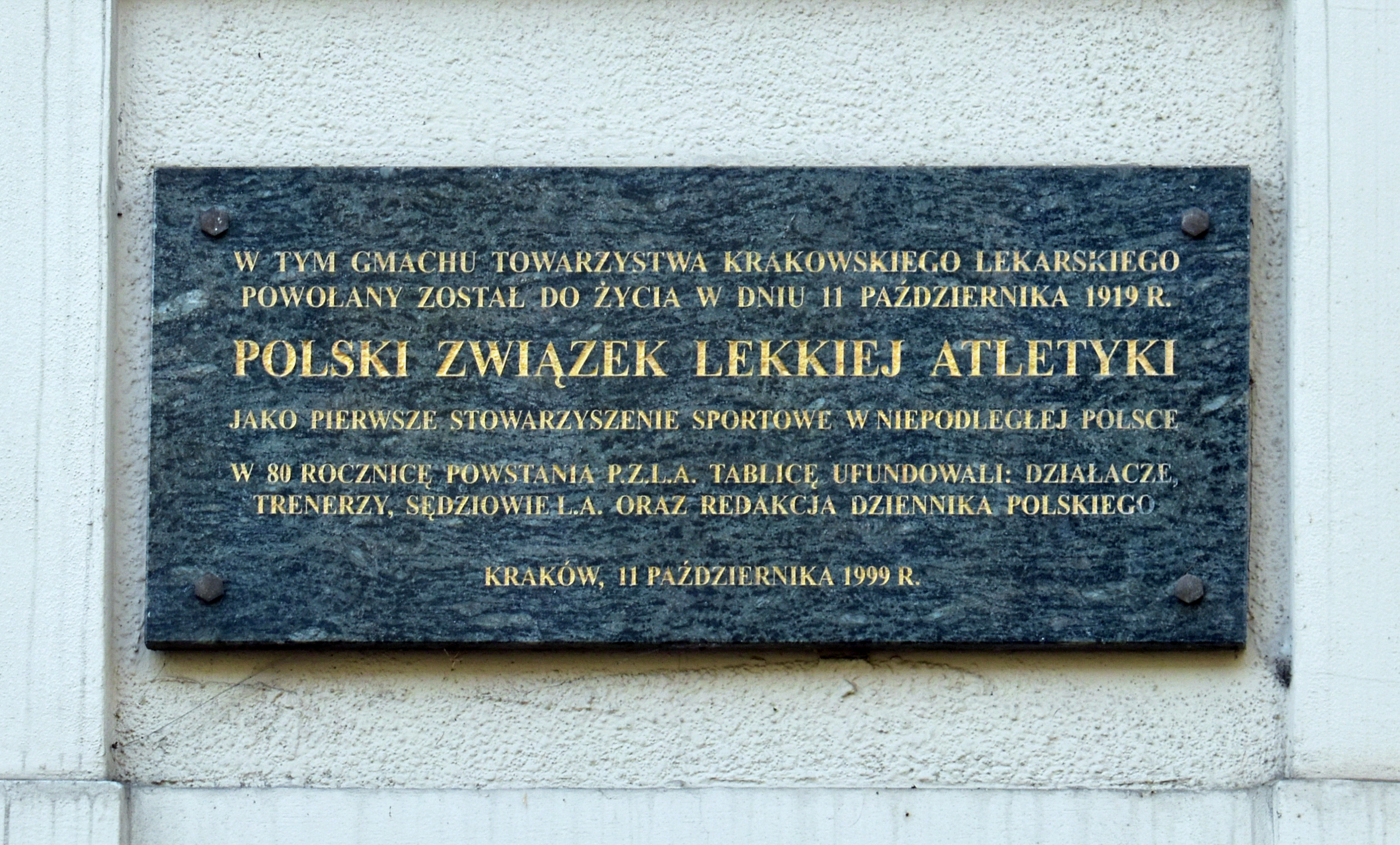
Tablica upamiętniająca powstanie PZLA.
Kraków ul Radziwiłłowska 4.

Polski Związek Lekkiej Atletyki (PZLA) – najstarsze polskie stowarzyszenie sportowe, założone 11 października 1919 w Krakowie. Od 1922 siedziba PZLA mieści się w Warszawie. Związek zajmuje się m.in. popularyzacją i rozwojem lekkoatletyki w Polsce, prowadzi szkolenie zawodników i sędziów. Od 1919 jest członkiem Międzynarodowego Stowarzyszenia Federacji Lekkoatletycznych (IAAF).

## Prezesi Polskiego Związku Lekkiej Atletyki
| Okres     | Imię i nazwisko                   |
| --------- | --------------------------------- |
| 1919–1921 | Tadeusz Kuchar                    |
| 1921–1926 | Bronisław Kowalewski              |
| 1926–1930 | Jerzy Misiński                    |
| 1930–1939 | Wacław Znajdowski                 |
| 1945–1949 | Walenty Foryś                     |
| 1949–1965 | Czesław Foryś                     |
| 1965–1967 | Michał Godlewski                  |
| 1967      | Henryk Krzemiński                 |
| 1967–1969 | Witold Gerutto                    |
| 1969–1972 | Andrzej Majkowski                 |
| 1972–1973 | Adam Zborowski                    |
| 1973–1976 | Piotr Nurowski                    |
| 1976–1978 | Stefan Milewski                   |
| 1978–1980 | Piotr Nurowski                    |
| 1980–1984 | Czesław Ząbecki                   |
| 1984–1986 | Leszek Wysłocki                   |
| 1986–1988 | Mieczysław Kolejwa (p.o. prezesa) |
| 1988–1989 | Jan Mulak (kurator PZLA)          |
| 1989–1997 | Czesław Ząbecki                   |
| 1997–2009 | Irena Szewińska                   |
| 2009–2016 | Jerzy Skucha                      |
| 2016–2024 | Henryk Olszewski                  |
| 2024–     | Sebastian Chmara                  |

## Zarząd Polskiego Związku Lekkiej Atletyki
Obecny zarząd wybrany został 30 listopada 2024.
- Prezes – Sebastian Chmara
  - Wiceprezesi:
    - Marek Plawgo
    - Krzysztof Wolsztyński
    - Jacek Markowski
    - Małgorzata Hołub-Kowalik
    - Tomasz Majewski
    - Monika Pyrek-Rokita

## Polscy lekkoatleci – multimedaliści międzynarodowych zawodów mistrzowskich
| Zawodnik               | Igrzyska Olimpijskie | Mistrzostwa Świata | Halowe MŚ | Mistrzostwa Europy | Halowe ME |
| ---------------------- | -------------------- | ------------------ | --------- | ------------------ | --------- |
| Irena Szewińska        | s                    | –                  | –         | s                  | s         |
| Robert Korzeniowski    |                      |                    |           |                    | –         |
| Anita Włodarczyk       |                      |                    | –         |                    | –         |
| Stanisława Walasiewicz |                      | s                  | –         | s                  | –         |
| Józef Szmidt           |                      | –                  | –         |                    | –         |
| Bronisław Malinowski   |                      |                    | –         |                    | –         |
| Artur Partyka          |                      |                    |           |                    |           |
| Piotr Małachowski      |                      |                    | –         |                    | –         |
| Szymon Ziółkowski      |                      |                    | –         |                    | –         |
| Tomasz Majewski        |                      |                    |           |                    |           |
| Natalia Kaczmarek      | s                    |                    | s         | s                  | s         |
| Paweł Fajdek           | –                    |                    | –         |                    | –         |
| Elżbieta Krzesińska    |                      | –                  | –         |                    | –         |
| Halina Konopacka       |                      |                    | –         | –                  | –         |
| Jadwiga Wajsówna       |                      |                    | –         |                    | –         |
| Zdzisław Krzyszkowiak  |                      | –                  | –         |                    | –         |
| Janusz Sidło           |                      | –                  | –         |                    | –         |
| Władysław Kozakiewicz  |                      | –                  | –         |                    |           |
| Adam Kszczot           | –                    |                    |           |                    |           |
| Władysław Komar        |                      | –                  | –         |                    |           |
| Tadeusz Ślusarski      |                      | –                  | –         | –                  |           |
| Jacek Wszoła           |                      | –                  | –         | –                  |           |
| Teresa Ciepły          | s                    | –                  | –         | s                  | –         |
| Ewa Kłobukowska        | s                    | –                  | –         | s                  | –         |
| Kamila Skolimowska     |                      | –                  | –         |                    | –         |
| Andrzej Badeński       |                      | –                  | –         | s                  | s         |
| Marian Woronin         | s                    | –                  | –         | s                  |           |
| Henryk Szordykowski    | –                    | –                  | –         |                    | s         |
| Grażyna Rabsztyn       | –                    | –                  | –         | –                  |           |
| Anna Rogowska          |                      |                    |           | –                  |           |
| Monika Pyrek           | –                    |                    |           |                    |           |
| Wojciech Nowicki       |                      |                    |           |                    | –         |
| Piotr Lisek            | –                    |                    |           | –                  |           |
| Paweł Wojciechowski    | –                    |                    | –         |                    |           |
| Urszula Włodarczyk     | –                    | –                  |           |                    |           |
| Lidia Chojecka         | –                    | –                  |           | –                  |           |
| Marcin Lewandowski     | –                    | –                  |           |                    |           |
| Marek Plawgo           | –                    | s                  | s         |                    | s         |
| Anna Jesień            | –                    |                    | –         | s                  | –         |
| Lucyna Langer          |                      | –                  | –         |                    |           |
| Kazimierz Zimny        |                      | –                  | –         |                    | –         |
| Barbara Janiszewska    | s                    | –                  | –         | s                  | –         |
| Urszula Kielan         |                      | –                  | –         | –                  |           |
| Jan Werner             | s                    | –                  | –         | s                  | s         |
| Stanisław Grędziński   | –                    | –                  | –         | s                  | s         |
| Teresa Sukniewicz      | –                    | –                  | –         |                    |           |
| Kamila Lićwinko        | –                    |                    |           |                    |           |
| Angelika Cichocka      | –                    | –                  |           |                    |           |
| Justyna Święty-Ersetic | –                    | s                  | s         | s                  | s         |
| Teresa Nowak           | –                    | –                  | –         |                    |           |
| Danuta Bułkowska       | –                    | –                  |           | –                  |           |
| Maria Piątkowska       | –                    | –                  | –         | s                  | –         |
| Jan Balachowski        | –                    | –                  | –         | s                  | s         |
| Zenon Nowosz           | –                    | –                  | –         | s                  |           |
| Leszek Dunecki         | s                    | –                  | –         | s                  |           |
| Zenon Licznerski       | s                    | –                  | –         | s                  |           |
| Marian Foik            | s                    | –                  | –         | s                  | –         |
| Marian Dudziak         | s                    | –                  | –         | s                  | s         |
| Robert Maćkowiak       | –                    | s                  | s         | s                  | s         |
| Ewa Kasprzyk           | –                    | –                  | –         | s                  |           |
| Marcin Urbaś           | –                    | –                  | –         | s                  |           |
| Zofia Bielczyk         | –                    | –                  | –         | –                  |           |
| Rafał Omelko           | –                    | –                  | s         | s                  | s         |
| Daria Korczyńska       | –                    | –                  | –         | s                  |           |

Uwaga! W tabeli uwzględniono zawodników, którzy zdobyli przynajmniej trzy medale międzynarodowych imprez mistrzowskich, z zastrzeżeniem, że jeden z nich był zdobyty indywidualnie.

### Strony związków okręgowych
- Dolnośląski Związek Lekkiej Atletyki
- Kujawsko-Pomorski Związek Lekkiej Atletyki
- Lubuski Związek Lekkiej Atletyki
- Łódzki Okręgowy Związek Lekkiej Atletyki
- Małopolski Związek Lekkiej Atletyki
- Opolski Okręgowy Związek Lekkiej Atletyki
- Podkarpacki Okręgowy Związek Lekkiej Atletyki
- Podlaski Okręgowy Związek Lekkiej Atletyki
- Pomorski Okręgowy Związek Lekkiej Atletyki
- Śląski Związek Lekkiej Atletyki
- Warmińsko-Mazurski Związek Lekkiej Atletyki
- Warszawsko-Mazowiecki Okręgowy Związek Lekkiej Atletyki
- Wielkopolski Związek Lekkiej Atletyki
- Zachodniopomorski Związek Lekkiej Atletyki